# Anna Wierzbowska
Anna Wierzbowska (ur. 8 grudnia 1990 r. w Krakowie) – była polska wioślarka, wicemistrzyni Europy, olimpijka z Rio de Janeiro (2016).

## Kariera sportowa
Była zawodniczką AZS-AWF Kraków. W latach 2009–2012 reprezentowała barwy University of Southern California. Od 29 lutego 2016 roku jest zawodniczką LOTTO-Bydgostia Bydgoszcz. Na igrzyskach olimpijskich w Rio de Janeiro wzięła udział w dwójce bez sternika wraz ze swoją siostrą, Marią. Zdołały awansować do finału B i tam zajęły czwarte miejsce. Ostatecznie zostały sklasyfikowane na dziesiątym miejscu.
W 2017 roku została wicemistrzynią Europy w Račicach w czwórce bez sternika. W osadzie były także Monika Ciaciuch, Maria Wierzbowska i Joanna Dittmann. W lipcu zdobyła srebrny medal podczas World Games 2017 gdzie brała udział w rywalizacji na ergometrze wioślarskim na dystansie 500 m w kategorii open.
W sierpniu tego samego roku została potrącona przez busa podczas treningu kolarskiego koło Wałcza. W wyniku obrażeń lewa noga została mocno połamana i musiała przejść operację.
W roku 2020 została wicemistrzynią Europy na ergometrze wioślarskim.
13 sierpnia 2020 roku zakończyła sportową karierę. Główną przyczyną był skutek wypadku podczas treningu kolarskiego, w wyniku czego złamała kość piszczelową i strzałkową. Mimo kilku operacji nogi, nadal miała z nią problemy.

## Puchar Świata
- 2. miejsce (Belgrad 2017)
- 3. miejsce (Poznań 2017)

## Wyniki
| Rok  | Zawody                      | Miejsce            | Konkurencja          | Czas             | Pozycja     |
| ---- | --------------------------- | ------------------ | -------------------- | ---------------- | ----------- |
| 2008 | Mistrzostwa świata juniorów | Ottensheim         | Czwórka podwójna     | Finał B: 7:06,17 | 12. miejsce |
| 2010 | Mistrzostwa świata U23      | Brześć             | Czwórka podwójna     | Finał B: 6:50,02 | 11. miejsce |
| 2015 | Mistrzostwa Europy          | Poznań             | Dwójka bez sternika  | Finał A: 7:20,16 | 6. miejsce  |
| 2015 | Mistrzostwa świata          | Lac d’Aiguebelette | Dwójka bez sternika  | Finał B: 7:13,85 | 7. miejsce  |
| 2016 | Mistrzostwa Europy          | Brandenburg        | Dwójka bez sternika  | Finał B: 7:32,24 | 7. miejsce  |
| 2016 | Igrzyska olimpijskie        | Rio de Janeiro     | Dwójka bez sternika  | Finał B: 7:21,53 | 10. miejsce |
| 2017 | Mistrzostwa Europy          | Račice             | Czwórka bez sternika | Finał A: 6:55,32 | 2. miejsce  |
| 2018 | Mistrzostwa Europy          | Glasgow            | Dwójka bez sternika  | Finał B: 7:31,04 | 7. miejsce  |
| 2018 | Mistrzostwa świata          | Płowdiw            | Dwójka bez sternika  | Finał C: 7:20,04 | 13. miejsce |
| 2019 | Mistrzostwa Europy          | Lucerna            | Dwójka bez sternika  | Finał B: 7:24,48 | 10. miejsce |
| 2019 | Mistrzostwa świata          | Ottensheim         | Dwójka bez sternika  | Finał C: 7:15,23 | 14. miejsce |
| 2020 | Mistrzostwa Europy          | Praga              | Ergometr wioślarski  | Finał 06:46.5    | 2. miejsce  |